# لوئیس مونتباتن
لوئیس مونتباتن (انگلیسی: Louis Mountbatten) یا با نام کامل دریابُد ناوگان لوئیس فرانسیس آلبرت ویکتور نیکلاس مونتباتن، اولین ارل مونتباتنِ برمه (انگلیسی: Louis Mountbatten, 1st Earl Mountbatten of Burma) متولد شده با نام شاهزاده لوییِ باتنبرگ (انگلیسی: Prince Louis of Battenberg); (۲۵ ژوئن ۱۹۰۰ ,۲۷ اوت ۱۹۷۹) یک افسر نیروی دریایی و دولتمرد بریتانیایی، برادر مادر شاهزاده فیلیپ دوک ادینبورگ و پسر عموی دوم ملکه الیزابت دوم بود. در طول جنگ جهانی دوم او فرمانده عالی متفقین در آسیای جنوب شرقی بود (۱۹۴۳–۴۶). او همچنین آخرین نایب‌السلطنه هند (۱۹۴۷) و اولین استاندار مستقل هند (۱۹۴۷–۴۸) بود.
لرد لوئیس مونتباتن همچنین برندهٔ جوایزی همچون نشان ستاره برنزی و لژیون دونور (صلیب بزرگ) شده‌است.

## ترور
لوئیس مونتباتن، آخرین نایب‌السلطنه هند در سال ۱۹۷۹ هنگام گذراندن تعطیلات در ایرلند در بمب‌گذاری گروه شبه نظامی ارتش جمهوری‌خواه ایرلند کشته شد. مونتباتن یکی از چهار نفری است که به هنگام منفجر شدن بمب کار گذاشته شده توسط «ارتش جمهوری‌خواه ایرلند» در قایقش کشته شدند. این بمب بلافاصله پس از عزیمت قایق از بندر مولاگمور ایرلند منفجر شد.
او یکی از بدشانس‌ترین دیپلمات‌هایی بود که هنوز سفر تفریحی‌اش آغاز نشده ترور شد. او در سال ۱۹۷۹ میلادی در ایرلند مشغول گذراندن تعطیلات بود که به همراه نوه نوجوان و دو نفر دیگر توسط یک گروه شبه نظامی ترور شد. هدف ارتش جمهوری‌خواه ایرلند این بود که به مردم بریتانیا نوعی ضرب شست نشان دهند چون معتقد بودند بریتانیا وطن آنها و امکانات کشورشان را تصاحب کرده‌است! به همین دلیل هم تصمیم گرفتند که لرد بریتانیایی را بکشند. لرد مونتباتن عادت داشت که تابستان‌هایش را در یک خانه تابستانی در بندر مولاگمور بگذراند. برنامه روزانه او هم معمولاً تفاوت‌هایی با هم داشت ولی گردش با قایق تفریحی یکی از اصلی‌ترین برنامه‌های صبحگاهی او بود.
لرد مونتباتن خوب می‌دانست که مورد سوءقصد قرار خواهد گرفت چون دست کم یک بار قبل از آن، یعنی در تابستان ۱۹۷۸ در حالی که سوار بر قایق تفریحی اش بود هدف تک تیرانداز گروه ارتش جمهوری‌خواه ایرلند قرار گرفته بود اما شانس با او یار بود چون این‌طور که در گزارش پلیس آمده: «افراد قطعات صندلی را به عنوان سپر استفاده کرده و آسیب جدی ندیدند.»
نایب السلطنه هند همیشه پیام‌های خطرناکی دریافت می‌کرد که آخرین آنها، پیامی بود که در ۲۷ اوت ۱۹۷۹ دریافت کرد. این پیام هشدار نشان می‌داد که به احتمال زیاد خطری در کمین او و افرادش خواهد بود اما هیچ‌کدام از این پیام‌ها نتوانست نایب السلطنه را از سفر تفریحی اش منصرف کند.
در تعطیلات تابستانی سال ۱۹۷۹ مونتباتن همراه با یک گروه از همراهانش سوار بر قایق ۹ متری شان شدند تا خرچنگ و ماهی تن صید کنند غافل از این که زیر قایق شان یک بمب ۲۳ کیلویی کنترل از راه دور کار گذاشته شده‌است. بعد از انفجار تقریباً همه چیز نابود شد اما لرد ۷۹ ساله فقط زخمی شده بود. با این وجود، کهولت سن کار دستش داد و تا زمانی که به مرکز درمانی برسد فوت کرد.
ارتش جمهوری‌خواه ایرلند بعد از پایان کارش یک بیانیه هم داد. در این بیانیه آنها مسئولیت کارشان را پذیرفته و تأکید کرده بودند که با این ترور می‌خواهند «توجه مردم انگلیس» به اشغال کشورشان توسط کشوری دیگر را جلب کنند. این قتل را هم انتقام خون ایرلندی‌ها و انگلیسی‌هایی دانستند که زمانی در جنگ کشته شده بودند.